# Maxime Sanders
Maxime Sanders (adoptienaam Beaumont) is een personage uit de Nederlandse soapserie Goede tijden, slechte tijden. Het personage verscheen voor het eerst in de serie op 20 oktober 2008 en werd sindsdien gespeeld door actrice Marjolein Keuning. In het najaar van 2012 onderbrak Keuning haar werkzaamheden bij de soap voor de periode van drie maanden. In de aflevering van 4 september 2017 kwam Maxime te overlijden. Keuning verliet daarmee na negen jaar de soap. Zoë van Ast speelde in het najaar van 2008 een aantal afleveringen de rol van de jonge Maxime.

## Levensverhaal
De verhaallijn met Maxime Sanders begint als haar broer Ludo paniekaanvallen krijgt. Ludo gaat tegen zijn zin in therapie bij Irene Huygens. Samen ontdekken ze steeds meer over zijn verleden. Irene besluit een stapje verder te gaan. Ze wil hem onder hypnose brengen. Uiteindelijk stemt Ludo ermee in en beginnen ze langzaam in zijn verleden te graven. Janine Elschot heeft ondertussen afluisterapparatuur laten inbouwen in een pen, die ze in Irenes praktijk neerlegt.
Ludo ontdekt dat hij op dertienjarige leeftijd zijn kleine zusje Maxime heeft vermoord. De bedoeling was om zijn vader Maximiliaan neer te schieten, omdat die hen al jarenlang had mishandeld.
Janine denkt dat ze Ludo eindelijk te pakken heeft, maar tijdens de persconferentie onthult Ludo in zijn eigen krant Het Spectrum dat hij jarenlang is mishandeld. De pers volgt het hele verhaal rond de strijd tussen Ludo en Janine.
Dan komt Marleen Beaumont in beeld. Ze is op haar kamer een tijdschrift aan het lezen wanneer een onbekende haar belt. Deze vertelt dat er een foto van haar op het internet is verschenen. Ze is hier absoluut niet blij mee en besluit een bezoekje te brengen aan Meerdijk.
Bij Sanders Incorporated ontmoet ze Jack van Houten, die haar waarschuwt voor Ludo. Ze doorzoekt Ludo's kantoor. Niet veel later loopt ze Lorena Gonzalez tegen het lijf. Ze stelt zich voor als Marleen Beaumont. Ze probeert informatie los te krijgen over de familie Sanders, maar Lorena wil eerst weten waarom ze zo geïnteresseerd in Ludo is. Marleen weet met een smoesje toch informatie bij Lorena los te krijgen. Lorena vertelt haar dat ze via het kelderraampje kan inbreken in het huis van Ludo, en geeft haar de beveiligingscode van het alarm.
Daar vindt ze het adres van haar eigen graf. Als ze ernaartoe gaat, treft ze Ludo daar aan. Dan besluit ze Ludo te vertellen dat zij Maxime is. Ludo dwingt haar na aanmoediging van Irene tot een DNA-test, waaruit blijkt dat Marleen inderdaad Maxime is.

### Maxime's vader
Maxime werd op jonge leeftijd mishandeld door haar vader. Omdat Ludo hier toen een einde aan wilde maken, probeerde hij hun vader dood te schieten, maar per ongeluk raakte hij Maxime in haar buik. Hierna heeft hun vader haar noodgedwongen dood gewaand voor de familie. Omwille van Maximes eigen veiligheid heeft hij haar laten adopteren door de familie Beaumont, ter bescherming. Toen Maxime terugkeerde en hoorde dat haar vader al jaren terug was overleden, realiseerde zij zich dat ze haar vader nooit meer heeft gezien sinds die tijd van de schietpartij.

### Martijn
Ludo's dochter Nina is binnenkort jarig en Maxime bedenkt een plan om dit groots te vieren. Ze huurt Teluma af en zorgt ervoor dat de Toppers op haar feestje komen zingen. Nina is verrast wanneer Ludo en Maxime haar vertellen dat ze vanavond op haar eigen feest wordt verwacht. Om de dag nog mooier te maken, krijgt ze van haar vader een cabrio. Nog geen week eerder heeft Lorena Gonzalez bezoek gehad van gasman Nico de Bruin. Nico wilde weten of de gasleidingen in orde waren, maar Lorena zou bellen wanneer het beter uitkwam. Lorena heeft het echter erg druk en vergeet daardoor terug te bellen.
Iedereen is aanwezig op Nina's feest. Janine en Ludo, Nina's ouders, krijgen ruzie en Nina wordt woedend op hen. Ze gaat samen met haar vriendje Dex naar de kelder, waar Dex haar probeert te troosten. Hij steekt kaarsjes voor haar aan, maar hij weet niet dat er een gaslek is. Teluma ontploft en alle gasten worden geëvacueerd. Martijn ontdekt dat zijn zoon en Nina in de kelder zitten en gaat naar hen op zoek. In de kelder probeert hij eerst zijn zoon te redden, waardoor er een balk op Nina terechtkomt.
Nina wordt naar het ziekenhuis gebracht. Janine en Ludo zijn Martijn dankbaar dat hij Nina heeft gered, maar ze weten niet dat Martijn ervoor heeft gezorgd dat die balk op Nina terechtkwam. De doktoren in het ziekenhuis vertellen dat Nina gedeeltelijk verlamd is. Ludo wil dit niet geloven en laat een gespecialiseerde arts naar Meerdijk komen. Hij bevestigt wat de doktoren hebben verteld. Thuis bij de familie Huygens ontstaat er paniek. Dex wil zijn relatie met Nina niet op het spel zetten en Irene wil niet dat Martijn Ludo gaat vertellen wat er is gebeurd. Irene weet als psychiater immers waartoe Ludo in staat is.
Ronja Huygens is woedend op haar vader, en Maxime heeft dit in de gaten. Ze probeert Ronja te begrijpen en haar te troosten. Per ongeluk vertelt Ronja aan Maxime dat haar vader verantwoordelijk is voor Nina's verlamming. Ronja is bang dat Maxime haar vader wat zal gaan aandoen, maar Maxime belooft haar dat dit niet zal gebeuren. Thuis gaat Maxime aan de slag om een wraakplan te bedenken. Maxime probeert haar vriendin Barbara over te halen om iets met Martijn te beginnen. Maxime ontdekt dat Martijn voor zijn werk een paar dagen in een hotel zit en ze regelt voor Barbara ook een kamer. Barbara denkt dat ze een prijs heeft gewonnen en besluit op aandringen van Maxime de uitnodiging te accepteren. Barbara en Martijn hebben het gezellig in het hotel. Martijn vertelt zijn vrouw Irene niet dat Barbara in het hotel is, omdat ze dan verkeerde dingen gaat denken. Als Charlie, een vriendin van Ronja, op bezoek is, vertelt ze dat haar moeder in een hotel zit. Als ze de naam van het hotel noemt, is Irene geschokt.
Irene denkt dat Martijn een verhouding met Barbara heeft, maar Martijn kan zijn vrouw er niet van overtuigen dat het puur toeval is. Martijn gaat tijdelijk in De Rozenboom wonen. Maxime vertelt Ludo wat ze over Martijn weet, maar Ludo kan het niet waarderen dat Maxime dit zo lang geheim heeft gehouden. Maxime woont een tijdje in De Rozenboom, maar niet lang daarna besluit Ludo dat ze samen een plan gaan bedenken. Maxime moet ervoor zorgen dat Barbara iets krijgt met Martijn, en Ludo richt zich op Irene. Irene besluit Martijn een tweede kans te geven, maar wil het rustig aan doen. Barbara is nog steeds verliefd op Martijn en blijft hem opzoeken. Maxime en Ludo besluiten Irenes moeder Sair bij het plan te betrekken. Sair vindt Martijn geen goede echtgenoot voor haar dochter. Ludo ziet ze wel zitten. Ludo, Maxime en Sair bedenken een plan om Irene Martijn te laten betrappen. Maxime zet Barbara onder druk om Martijn te verleiden en dit lukt doordat Martijn toch nog iets voor Barbara voelt. Sair doet net alsof ze het wil goedmaken met Martijn en gaat samen met haar dochter naar de hotelkamer. Irene is woedend wanneer ze Martijn en Barbara ziet.
Martijn denkt dat het voorgoed voorbij is tussen hem en zijn vrouw. Wanneer Barbara aanbiedt om bij haar te komen wonen, besluit Martijn dit te accepteren omdat hij toch niets te verliezen heeft. Het gaat een tijdje goed, maar Martijn voelt zich er toch niet lekker bij. Barbara is verdrietig omdat Martijn weggaat. Maxime brengt Barbara op een plan. Barbara heeft een controle voor haar borstkanker en Maxime zet haar onder druk om te doen alsof ze weer borstkanker heeft. Maxime denkt dat Martijn door medelijden bij Barbara zal blijven. Barbara besluit het plan van Maxime uit te voeren. Martijn is geschokt en besluit bij haar te blijven. Barbara doet net alsof ze voor behandeling naar het ziekenhuis gaat. Als dokter wil Martijn graag meer over de borstkanker weten, maar na een ruzie wil Barbara de kankerbehandeling alleen ondergaan. Martijn besluit zich erbij neer te leggen.
Barbara heeft een afspraak in het ziekenhuis en Martijn besluit haar met een bloemetje op te halen. In het ziekenhuis ontdekt Martijn dat Barbara niet is langs geweest. Barbara vertelt hem dat ze niet durft. Martijn wil dat Barbara haar dochter Charlie over de borstkanker vertelt. Barbara wil dit absoluut niet. Martijn vindt dat Charlie dit moet weten en besluit het te vertellen. Barbara en Maxime spreken af. Barbara vertelt Charlie dat er niets aan de hand is. Inmiddels hebben Laura, Jef en Janine ook van de borstkanker gehoord. Ze willen dat Barbara zich laat behandelen. Maxime stelt voor om net te doen alsof ze zich laat behandelen in Amerika. Barbara stemt hiermee in. Martijn haalt Laura, Jef, Charlie en Janine over om ervoor te zorgen dat Barbara in Nederland blijft. Martijn gaat naar het ziekenhuis en spreekt met een dokter af. De dokter vertelt dat de controle van Barbara goed was. De borstkanker is niet teruggekomen. Martijn kan het niet geloven en kijkt Barbara's dossier in. Ze heeft keihard tegen hem gelogen.
Barbara's vrienden zijn bij Barbara op bezoek wanneer Martijn binnenkomt. Barbara vertelt Martijn dat ze zich in Nederland laat behandelen. Martijn is woedend en wil dat Barbara bekent dat ze over haar borstkanker heeft gelogen. Barbara bekent. Jef, Laura, Charlie en Janine kunnen het niet geloven. Als iedereen weg is, probeert Maxime Barbara te steunen. Ze besluit met Martijn te praten. In De Rozenboom komt Maxime Martijn tegen. Maxime vertelt hem dat ze net zo geschrokken was als hij.
Martijn denkt goed na over wat er de afgelopen tijd is gebeurd. Steeds komt hij bij Maxime uit. Martijn spreekt met Barbara af om te proberen erachter te komen of Maxime Barbara tot liegen heeft aangezet. Barbara bekent dit en gaat langs bij Maxime. Ze vindt het onbegrijpelijk dat Maxime haar heeft gebruikt als pion om het huwelijk van Irene en Martijn kapot te maken. Martijn weet nu dat Maxime erachter zit. Ronja besluit haar vader te vertellen dat ze Maxime heeft verteld over wat er is gebeurd. Martijn neemt het haar niet kwalijk. De puzzelstukjes vallen bij Martijn in elkaar.
Irene is inmiddels een relatie begonnen met Ludo. Ze denkt dat Ludo echt verliefd is, maar Ludo gebruikt haar alleen om het leven van Martijn kapot te maken. Maximes plan met Barbara is mislukt. Martijn krijgt het voor elkaar dat Irene Ludo confronteert met zijn vermoedens. Ludo schuift de schuld op Maxime af en Maxime pikt dit niet. Maxime moet van Ludo naar De Rozenboom verhuizen. Maxime besluit de makelaar te bellen die Martijn destijds voor de gek heeft gehouden. De makelaar zou toen een nieuwe praktijkruimte voor Martijn hebben, maar dit ging uiteindelijk niet door. Martijn laat Irene bellen met de makelaar en Irene gelooft dat Ludo ook bij het plan betrokken was.

### Danny, Isabella en Amy
Irene breekt met Ludo. Nina hoort over de wraakactie van haar vader en wil niets meer met hem te maken hebben. Maximes plan is gelukt. Ze probeert haar relatie met Nina weer op te bouwen. Maxime woont nog steeds in De Rozenboom. Haar douche is kapot en klusjesman Danny de Jong komt langs. Als Danny zijn shirt uittrekt, probeert Maxime hem te verleiden. Dit lukt en ze gaan met elkaar naar bed. Het blijft niet bij één keer, en de affaire houdt een aantal maanden stand. Danny vermoedt ondertussen dat Maxime gevoelens voor hem heeft gekregen omdat ze een schilderij voor hem heeft gemaakt en een duur boek voor hem heeft gekocht. Zelf ontkent ze dit. Toch blijven ze elkaar zien, en ontwikkelen ze ernaast ook een vriendschap.
Ondertussen probeert Maxime Isabella zo te manipuleren dat ze haar tot Amy's voogd maakt als er iets mocht gebeuren. Ze zorgt ervoor dat Isabella Ludo steeds minder gaat vertrouwen. Ook zorgt ze ervoor dat Isabella Charlie minder gaat vertrouwen, omdat Isabella eigenlijk Charlie tot voogd wil maken. Door Maxime krijgen Isabella en Charlie ruzie, en dit zorgt ervoor dat Maxime de enige is die overblijft die Isabella vertrouwt. Vlak voordat Isabella en Maxime laten vastleggen dat Maxime Amy's voogd wordt, praat Ludo Isabella om. Ludo gaat bij Maxime langs en ze krijgen knallende ruzie, en Ludo verbreekt alle banden met zijn zus. Maxime zweert wraak. Kort hierna maakt Danny het uit, en breekt ook Nina met Maxime. Ze heeft niemand meer over. Na een inzinking vermant ze zich en bedankt ze Danny voor de tijd die ze samen hebben doorgebracht. Hij gaat bij haar langs en stelt haar voor vrienden te blijven. Dan zegt Maxime dat ze voor een tijdje zal vertrekken, maar dat Ludo nog niet van haar af is.
Door een ongeluk komt Isabella in het ziekenhuis terecht. Ze heeft een dodelijke infectie opgelopen en ligt op sterven. Een notaris komt langs met de voogdijpapieren, Isabella ondertekent deze. Maxime heeft Isabella in de val laten lopen. Zijzelf en niet Ludo is nu de voogd van Amy Kortenaer.
Ludo spant een rechtszaak tegen Maxime aan. In de eerste rechtszaak staat de rechter aan zijn kant, maar na de tweede wordt toch beslist dat Maxime Amy's voogd blijft. Ludo accepteert dit niet, hij gaat naar Maximes huis en eist dat Maxime de voogdijpapieren ondertekent. Als ze dit weigert, begint Ludo te dreigen. Maxime vertrouwt het niet en richt een pistool op hem, maar ze schiet niet. Ludo pakt het pistool af en richt het op Maxime. Maxime begint uit te dagen en Ludo schiet. Ze overleeft de aanslag, maar is in haar buik geschoten. Voor de tweede keer. Ze krijgt nog een hartstilstand in het ziekenhuis, maar mag weer naar huis toe. Amy is ondertussen naar Ludo gegaan en heeft hem verteld dat ze hem niet meer wil zien. Het is afwachten of Maxime Ludo nog wil vergeven voor zijn actie, of dat hij de gevangenis in zal gaan. Wanneer Frederik van Rossum een half jaar later zijn intrede in Meerdijk maakt, blijkt dat hij vroeger voor Maximiliaan heeft gewerkt. Hij vertelt Ludo en Maxime veel over hun vader. Eerst willen ze er niets van weten, maar uiteindelijk vergeeft Maxime Ludo voor alles wat hij haar heeft aangedaan, omdat ze nu pas echt begrijpt hoe hij in zijn jeugd heeft geleden.

### Frederik van Rossum
Op 2 mei 2011 maakte Frederik van Rossum zijn intrede in Meerdijk. Als Nina en Maxime vergaderen over tasjesdief begint hij zich ermee te bemoeien. In eerste instantie wil Maxime niks met hem te maken hebben, maar als Nina naar huis is, dineren ze in de Rozenboom en belanden uiteindelijk met elkaar in bed. Als Maxime de volgende dag bij Ludo is om paardrijspullen van Amy te brengen komt Frederik ineens binnengelopen. Maxime heeft zo haar vermoedens dus doet ze verhaal bij Ludo. Hij zegt echter niks van plan te zijn, en verbaasd te zijn dat Frederik ineens in Meerdijk is. Ludo vertelt haar dat Frederik vroeger voor hun vader heeft gewerkt. Maxime gelooft hem uiteindelijk, maar wil niks meer met Frederik te maken hebben. Die dag hebben Ludo, Frederik en Janine een gesprek in de Rozenboom over Maximiliaan. Hieruit blijkt dat Frederik al die tijd wist dat Maxime nog leefde en dat ze geadopteerd was. Ze luisteren het verhaal af om daarna woedend te vertrekken. Na een tijd zoekt Maxime contact met haar adoptietante die haar ook het een en ander over haar vader vertelt. Ze geeft haar een brief van haar vader aan haar, waaruit blijkt dat hij van haar en Ludo hield. hiermee gaat Maxime naar Ludo toe. Uiteindelijk vergeeft ze hem voor alles wat hij haar heeft aangedaan omdat ze nu pas echt snapt wat Ludo in z'n jeugd heeft moeten doormaken. Hiervoor is ze Frederik dankbaar en zoekt ze hem daarom op in zijn kamer in de Rozenboom. Ze hebben het gezellig maar Frederik voert Maxime dronken wat zij niet doorheeft. Als Maxime wil opstaan pakt hij haar beet en verkracht haar. Als ze de volgende dag wakker wordt naast hem wil ze aangifte gaan doen maar alle bewijzen heeft ze ondertussen al weggegooid. Daarom wil ze wraak nemen. Hiervoor gebruikt ze Lorena. Als Ludo Lorena doorheeft, begint hij haar in de gaten te houden. Als Ludo bij Frederik aankomt en Lorena betrapt op inbraak, belt hij de politie. Dan vertelt Lorena Ludo dat ze dit doet omdat Frederik Maxime heeft verkracht. Ludo confronteert Maxime hiermee. Eerst ontkent ze het, maar als Frederik bij Ludo is richt Ludo een pistool op hem en eist de waarheid. Als Maxime binnenkomt kan hij geen kant meer op en bekent hij dat hij Maxime heeft verkracht. Ludo laat Frederik onder druk een contract tekenen waarbij hij zijn bezittingen aan Maxime overdraagt voor het symbolische bedrag van één euro. Hiermee verlaat hij Meerdijk.

### Het wraakplan van Nick
Toen Nick uit de kliniek werd ontslagen, bedacht hij een wraakplan omdat Maxime iedereen in de waan liet dat hij Valentijn mishandelde. Nick heeft de medicijnen van Janine verwisseld voor placebo's. Het werd Janine bijna fataal. Ludo zag twee schuldigen Nick en Maxime. Uiteindelijk heeft Ludo zijn conclusie, samen met Janine, getrokken. Maxime voert volgens Ludo alleen doordachte plannen uit, en Nick zal gelijk in actie komen, denkt hij. Daarom bedachten Ludo en Janine samen een wraakplan om al het geld en de bezittingen van Maxime af te nemen. Ze doen alsof Nick de dader is, die zogenaamd moet vluchten. Dan komt ook Nina het te weten, ze werkt mee aan het plan. Ze laten het account van vermogensbeheerder Leander hacken en doen een paar slechte beleggingen die al het geld laten verdwijnen. Vanwege de deurwaarder laat ze haar bezittingen overdragen aan Ludo. Ze is alles kwijt. Dan vertellen Ludo en Janine waar ze werkelijk mee bezig zijn. Maxime is verbijsterd en dacht alles weer goed te hebben. Dan komt Nick terug in Meerdijk. Nick komt naar Maxime toe met de smoes dat Amy een film wilde hebben. Nick treitert Maxime door bijvoorbeeld te zeggen dat hij nog een optrekje zoekt en dat het huis van Maxime (dat nu van Ludo is) hem wel wat lijkt. Ludo vindt het zogenaamd goed, maar dit alles schiet Maxime in het verkeerde keelgat en ze doodt Nick bijna door hem naar de keel te grijpen. Danny komt op dat moment net binnen om haar van haar loze moordpoging af te houden.

### Vriendschap met Danny
Danny is buiten haar familie het belangrijkst voor Maxime. In de uitzendingen van begin 2010 woont Maxime nog in de Rozenboom, waar Danny een waterleiding komt repareren. Na afloop probeert Maxime hem te verleiden en het lukt, ze gaan met elkaar naar bed. Maar het blijft niet bij een keer. Ze krijgen een affaire tot mei. Daarna krijgt Danny het idee dat Maxime meer voor hem voelt dan hij voor haar. Hij maakt het uit, maar stelt voor nog wel goede vrienden te willen zijn. Als Maxime ruzie met Ludo krijgt, loopt dit zo uit de hand dat ze de voogdij over zijn kind Amy probeert te krijgen. Als Isabella, Amy's moeder, uiteindelijk komt te overlijden, lukt het Maxime. Ludo is woedend en spant een rechtszaak tegen haar aan zonder verbetering. Hij zoekt haar thuis op en eist dat ze hem de voogdij geeft. Als ze dit niet doet, schiet hij haar neer. Maxime wordt naar het ziekenhuis gebracht, waar ze een hartstilstand krijgt. Als Danny dit allemaal te horen krijgt, krijgt hij weer gevoelens voor haar, doordat hij haar bijna kwijt was. Kort hierna beginnen ze een relatie. Deze duurt echter niet lang wanneer Danny met zijn broers vrouw Charlie vreemdgaat. Als Maxime hiervan hoort, maakt ze het meteen uit. Ze wil niets meer met hem te maken hebben. Maar dan worden Maxime en Danny allebei gevraagd als getuigen op de bruiloft van Nina en Noud. Hierdoor groeien ze weer naar elkaar toe wanneer ze elkaar tegenkomen in de Koning. Vanaf dit moment zijn ze weer goede vrienden. Daarna raakt Danny gewond met een gescheurde milt. Hij moet een tijd rusten en besluit naar zijn moeder in Canada te gaan. Als hij terugkomt, geeft hij Maxime nog een speciale kalender. Kort hierna raakt Maxime door Nicks toedoen alles kwijt. Hij heeft Janine geprobeerd te vermoorden, maar iedereen denkt dat Maxime hierachter zit. Als ze op 5 januari Nick probeert te wurgen komt Danny binnen. Maxime vertelt hem alles. Vanaf dit moment vindt Maxime weer troost bij Danny. Hij helpt haar door de tijd heen dat haar huis wordt leeggehaald en dat ze alles kwijtraakt. Als er later in haar caravan is ingebroken, trekt ze bij Danny in. Zijn broer Rik is het hier eerst niet mee eens maar hij accepteert het uiteindelijk. Danny helpt Maxime bij het vinden van een baan, ze gaat uiteindelijk werken in de Koning. Hierdoor raakt ze goed bevriend met Jef. Na een tijdje bouwt ze met Rik ook een prima band op. Met Rikki kan ze het ook goed vinden. Ze gaat werken in de Koning. Ze blijft bij Rik als Danny overlijdt. Iedereen denkt dat hij in het bijzijn van Aysen van de trap is gevallen. Lorena en Rik hebben hier zo hun twijfels over. En die twijfels kloppen, want wat nog niemand weet, is dat Danny niet is gevallen maar geduwd. Maxime gaat door een zware periode nu ze haar laatste dierbare heeft verloren. Ook Rik heeft het moeilijk, doordat hij er zeker van is dat Aysen meer met Danny's dood te maken heeft dan de politie zegt. Door Danny's verlies bouwen Maxime en Rik een steeds hechtere band met elkaar op. Als Rik een nieuwe vriendin heeft, Yvon Terstal, zorg Maxime ervoor dat ze na een flinke ruzie weer nader tot elkaar komen. Rik is Maxime hier dankbaar voor en geeft toe dat Maxime een echte vriendin is geworden.

### Affaire met Anton
Als Antons zoon overlijdt, krijgt hij een affaire met Maxime. Ze doen het in de lift van de Rozenboom en voor Maxime was dit de enige keer. Maar Anton wil meer. Maxime gaat hier niet in mee, maar als Danny komt te overlijden laat Jef haar inzien dat je dingen moet doen voordat het te laat is. Maxime gebruikt de massagebon die ze van Anton heeft gekregen. Anton krijgt hier bericht over en vertelt Ludo waar hij op dat moment is, dat hij naar zijn werk moet. Als Anton per ongeluk Ludo's telefoon meeneemt wordt Anton gebeld dat hij moet komen werken. Ludo confronteert Anton.
Deze affaire houdt een tijdje stand, maar als Bianca hierachter komt zoekt ze Maxime op in de Koning, hopend op een bekentenis. Maxime heeft haar echter door en licht Anton in. Maxime wil stoppen maar Anton echter niet. Hij zegt Bianca dat ze hiermee moet dealen en dat het anders voorbij is tussen hun. Als Anton Maxime ziet vertelt hij dat Bianca ermee akkoord gaat. Maxime gelooft dit niet en zegt Anton dat zij haar gebruikt omdat hij zijn verdriet om Edwin niet aankan. Hij wordt woedend en slaat haar waarna Maxime niks meer met hem te maken wil hebben. Dan komt Maxime Bianca tegen in de sauna, Maxime begint te stoken en als Anton er later na nog bij komt krijgen ze ruzie. Anton zoekt Maxime thuis op en zegt dat ze Bianca met rust moet laten en dat hij spijt heeft van de klap. Ook vertelt hij haar dat Maxime bijzonder voor hem was. Anton zoent haar en vertrekt later na. Hierdoor is Maxime in de war. Als ze elkaar tegenkomen vertelt Anton Maxime dat hij haar niet meer uit z'n hoofd krijgt. Maxime zoekt Anton even later op en bekent dat ze hem ook niet meer uit haar hoofd krijgt. Anton wil echter niet verder en Maxime vertrekt voor een week. Dan krijgen Anton en Bianca ruzie en Bianca zoekt Maxime op in de Koning. hierdoor krijgt Jef het te horen en hij komt achter de affaire van Anton en Maxime. 
Anton heeft een privé-vrijgezellenfeest voor Ludo geregeld en vertelt hem in een dronken bui dat hij een affaire had met Maxime.
Op de bruiloft van Ludo en Janine raakt Maxime levensgevaarlijk gewond waardoor ze in het ziekenhuis belandt. Anton moet haar verplegen.

### Maximes onschuld
Na Danny's dood vinden Maxime en Lucas troost bij elkaar omdat ze allebei een geliefde zijn verloren. Als Janine hierachter komt is ze woedend. Ze verbiedt het Lucas nog langer met Maxime om te gaan. Als Lucas hier niet naar luistert, besluit Janine om bewijzen te gaan zoeken dat Maxime haar wilde vermoorden. Als Ludo Janine ten huwelijk vraagt zegt ze ja, maar ze besluit om in haar eentje de bewijzen te vinden voor het huwelijk. Na vele mislukte pogingen krijgt Janine eindelijk bewijs in handen. Dit is echter niet het bewijs waar ze op hoopte. Maxime blijkt onschuldig. Janine vertelt dit aan Ludo maar hij wil echter dat alles blijft zoals het nu is. Hij wil haar het geld teruggeven en daarna verdergaan met hun leven. Janine is het hier niet mee eens en ze besluit bij Maxime langs te gaan. Zij vertelt Maxime wat ze heeft ontdekt en bekent dat het haar erg spijt. Dan komt Ludo binnen en wil Janine meteen meenemen naar huis. Hij wil niet dat Nina of Lucas dit te weten komen. Maxime is woedend op allebei.
De dag voor de bruiloft van Ludo en Janine is Nina vermist. Noud komt Nina zoeken in de Koning. Hij en Maxime komen in gesprek en hij vertelt haar zonder erbij na te denken dat Nick in Meerdijk is. Maxime wordt woedend en gaat naar Huize Sanders waar ze Nick confronteert met alles. Hij vlucht naar de paardenstallen waar Maxime nog een poging tot wurgen doet. Even later willen ze mekaar neerslaan met een schop en hooivork. Wat ze niet weten, is dat Amy de stallen in brand heeft gestoken om Nina te vermoorden. Achter Nick staan gasflessen waardoor de hele boel ontploft. Maxime is hierbij ernstig verbrand en heeft houtsplinters in haar gezicht. Ze belandt in het ziekenhuis waar ze meteen geopereerd moet worden. Omdat er geen spoor van Nick is, wordt er verondersteld dat hij overleden is. Hier is echter niks van waar, Nick heeft het overleefd. Maar hij is er niet ongeschonden uitgekomen. Hij zit onder de brandwonden en loopt met een stok. 

### Wraak op Janine
Het blijkt dat Maximes littekens niet ongeschonden weg blijven. Hiervoor gaat ze een paar maanden naar het buitenland om schrammen operatief te laten verwijderen. Voordat zij vertrekt maakt ze wel nog het huwelijk mee van Ludo en Janine, waar ze als getuige van Ludo is gekozen. Na de ceremonie houdt zij zich op de achtergrond als Bianca en Anton het huwelijkspaar feliciteren. Bianca wenst hun een gelukkig leven samen, waarop Maxime mompelt Reken daar maar niet op. Zij is dus van plan om nu wel wraak te gaan nemen omdat Janine een grote fout had begaan. Maxime vertrekt naar het buitenland voor haar behandelingen, en een tijdje is het stil.
Totdat Maarten Stokman in Meerdijk opduikt, een jeugdliefde van Janine. Maarten raakt ook in contact met Janine, en samen krijgen ze plannen voor een stichting. Tegen de zin van Ludo in. Hij vertrouwt Maarten van het eerste ogenblik niet.
Ondertussen pleegt Maarten altijd geheimzinnige telefoontjes met een onbekende.
Totdat het duidelijk wordt dat het Maxime is die hem opdrachten laat uitvoeren om Janine en Ludo uit elkaar te drijven, zij betaalt hem met grote geldbedragen om hem tevreden te houden. Steeds groeien Janine en Maarten dichter naar elkaar toe, en de relatie met Ludo steeds wantrouwiger. Ludo waarschuwt Janine keer op keer, maar toch blijft ze volhouden totdat zij Maxime en Maarten samen ziet. Dan probeert ze bewijzen te verzamelen dat Maxime met Maarten samenwerkt om haar en Ludo uit elkaar te drijven. Bianca is de enige die ervan af weet en dekt Janine keer op keer. Maxime is teleurgesteld en ongeduldig dat het niet snel genoeg verloopt en eindigt daarbij de samenwerking met Maarten.
Als Janine en Maarten in een auto samen zitten worden ze bespioneerd door een persoon die werkt voor Ludo, deze man maakt foto's van hun als ze aan het zoenen zijn. Janine wordt ondertussen betrapt door Maarten als hij haar telefoon in handen krijgt en ziet dat hun gesprek wordt opgenomen. Hierdoor moet Janine de waarheid vertellen en wil ze weten of het klopt dat hij en Maxime een complot smeden. Maarten geeft niet toe, totdat Janine een groter bedrag wil bieden dan dat Maxime hem zou hebben gegeven. Maar er komt niks van als Ludo de hotelkamer van Maarten binnenstormt en hem onder bedreiging sommeert om Meerdijk te verlaten en nooit meer terug te komen. Als Janine even later arriveert, zegt Ludo wat hij heeft gedaan. Janine is radeloos als zij uitlegt dat Maxime en Maarten samenwerkten, en zij de bewijzen niet heeft kunnen krijgen. Ludo gelooft hier niets van en eist dat Janine stopt met haar obsessie voor Maxime. Dan besluit Janine zelf naar Maxime te gaan en gewoon rechtuit te zeggen dat zij haar doorheeft. Maxime blijft dit echter ontkennen. 
Nina heeft een afspraak met Maxime, maar Janine heeft op dat moment ruzie met haar. Janine is Maxime aan het wurgen omdat ze zeker weet dat Maxime Maarten heeft ingehuurd om het huwelijk van Janine en Ludo om zeep te helpen. Als Nina dit ziet probeert ze Janine van Maxime weg te trekken, maar Janine duwt haar weg. Op dat moment komt er een auto aangereden en Nina wordt aangereden. En dit terwijl ze zwanger is van Mike Brandt.
Maximes beste vriend was Danny de Jong, totdat hij overleed. Hierna is ze goed bevriend geraakt met zijn broer, Rik de Jong en Jef Alberts. Maxime was ook goed bevriend met Bianca Bouwhuis. Maar toen ze een affaire kreeg met haar man, Anton Bouwhuis was dat het einde van hun vriendschap. Verder is ze bevriend met Barbara Fischer, die inmiddels naar Curaçao is verhuisd.

### Vincent
Als Ludo Lucas uit huis zet, en Nina uit huize Sanders vertrekt om zelfstandiger te worden, voelt Maxime zich vreselijk eenzaam. Ze mist Lucas en Nina enorm en schrijft een brief aan iemand genaamd Vincent. Vincent blijkt ook tussen de mannen te zitten die Ludo als business assistent voor zijn bedrijf wil aanstellen. Daarna blijkt dat Vincent Maxime's zoon is. Ze heeft al die tijd gelogen over haar onvruchtbaarheid. Maxime wil Vincent beter leren kennen en zorgt er daarom ook voor dat Ludo hem kiest om voor zijn bedrijf te gaan werken. Dit plan lukt en Ludo kiest Vincent. Vincent gaat in Toko wonen en Maxime komt vaak op bezoek. Alleen is er nog een probleem, Nina en Vincent vinden elkaar leuk. Als ze samen in Dansatoria bijna gaan zoenen, houdt Maxime hen tegen door 'per ongeluk' een drankje op Vincent te morsen. Vincent is namelijk Nina's neef, dus ze kunnen geen relatie hebben. Na een tijdje komt Janine achter de waarheid en dwingt ze Maxime om alles op te biechten. Dit doet ze op Vincents 25e verjaardag. Sinds dat is uitgekomen dat Maxime de moeder is van Vincent heeft Ludo alle contact met zijn zus verbroken omdat hij jaren in de veronderstelling was dat Maxime door toedoen van hem geen kinderen meer kon krijgen. Hij zet haar het huis uit en wil niets meer met haar te maken hebben, net zoals de rest van de familie Sanders. Gelukkig vergeven Nina en Lucas Maxime al snel.

### Wraak op Anton
Na een tijdje leert Maxime Ardil Baydar (De broer van Aysen Baydar) kennen. Ze is erg van hem gecharmeerd en krijgt gevoelens voor hem. Dit blijkt ook wederzijds te zijn en ze krijgen een relatie. Die relatie is echter maar van korte duur, want na een paar weken valt Ardil uit het raam. Hij wordt nog naar het ziekenhuis gebracht, maar sterft die zelfde avond nog. Maxime is in shock en intens verdrietig door dit verlies. Nadat Maxime heeft ontdekt dat Anton's vrouw Bianca verantwoordelijk was voor de dood van haar geliefde Ardil kan Maxime dit niet verkroppen en zint op wraak omdat Anton dit al die tijd heeft verzwegen. Zo zorgt ze ervoor dat hij wordt ontslagen en uiteindelijk zelfs zijn huis en familie kwijtraakt. In het begin kreeg ze ook hulp van Linda Dekker, maar vanwege haar gevoelens voor Anton stopte ze met helpen. Uiteindelijk verliest zij de rechtszaak en als ze in haar auto zit en een visioen krijgt van Ardil probeert ze Anton aan te rijden. Op het allerlaatste moment bedenkt ze zich en rijdt ze tegen een boom aan. Anton schiet haar te hulp en later zegt ze sorry voor alles wat ze heeft gedaan.

### Nierdonatie
Nadat Bing Ludo per ongeluk heeft neergeschoten zijn er metaaldeeltjes in Ludo's nier terecht gekomen. Doordat hij hier veel te lang mee heeft rondgelopen moet hij aan de nierdialyse en uiteindelijk heeft hij zelfs een nieuwe nier nodig. Maxime is de enige die geschikt is en doneert er een.

### Robert
Sinds dat Robert weer terug is in Meerdijk om zijn broer Jef op te zoeken is Maxime van hem onder de indruk. Wanneer Robert een keer een schilderij bij haar komt kopen springt de vonk over tussen de twee. Ze krijgen een relatie en uiteindelijk vertrekt Maxime samen met Robert naar Frankrijk.

### Martine Hafkamp
Maxime heeft een paar maanden in Frankrijk gewoond samen met Robert. Ze zijn hierheen vertrokken omdat Maxime een uitnodiging had ontvangen van een galerie om in Frankrijk een expositie te houden. Wat ze echter niet weet is dat deze uitnodiging van Ludo's aartsvijand Martine Hafkamp afkomt. Maxime laat Martine maandenlang geloven dat ze aan haar kant staat en er dan ook alles aan doet om Ludo kapot te maken. Wanneer Martine in Meerdijk verschijnt om Huize Sanders voor 5 miljoen te kopen blijkt hier echter niets van waar. Maxime heeft vanaf het begin er alles aan gedaan om Martine tegen te werken. Dit zorgt uiteindelijk voor een verzoening tussen Maxime en Ludo en wordt de band met Janine beter.

### Bill
Rond deze tijd ontmoet ze Bill Norris (De ex van Linda Dekker). In eerste instantie moet Maxime niets van Bill weten omdat hij met Martine in zee is gegaan en uiteindelijk zelfs Huize Sanders heeft gekocht. Maar na een paar one-night-stands springt de vonk toch over tussen de twee en krijgen ze een relatie. Na een paar weken vraagt Bill haar zelfs ten huwelijk, waar Ludo het niet mee eens is waardoor het weer botst tussen Ludo en Maxime. Het geluk is echter van korte duur, want twee weken later tijdens de cliffhanger van 2017 breekt er brand uit in Boks. Hierbij zijn veel inwoners aanwezig waaronder Maxime en Bill. Ze zitten in Maxime's atelier en beleven een romantische avond. Uiteindelijk lukt het de brandweer niet om Maxime op tijd te redden en ze sterft in de armen van Bill. Bill blijft ontroostbaar achter.